# Tissa David
Thérèse "Tissa" David (Cluj-Napoca, 5 de enero de 1921 -Nueva York, 21 de agosto de 2012) fue una animadora rumanoestadounidense, de etnia húngara, cuya carrera abarcó más de sesenta años. Fue una de las mujeres pioneras en la animación, un campo que había sido dominado por los animadores masculinos. La revista Millimeter la describió como "una de las pocas mujeres que han llegado a la cima en el campo de dibujos animados, tradicionalmente dominado por los hombres" y "una de las mejores del mundo y la más concurrida" entre los animadores en una historia publicada en 1975.
En 1953, dirigió Bonjour Paris, convirtiéndose en la segunda primer animadora femenina para dirigir una película de animación. David más tarde se convirtió en una de las primeras mujeres para crear y animar un personaje principal en una película cuando diseñó Raggedy Ann para 1977 en la película Raggedy Ann & Andy: A Musical Adventure.